# Río Tencadán
El río Tencadán es un curso natural de agua que nace cerca de la frontera internacional de la Región de Coquimbo, fluye en dirección general oeste y desemboca en el río Cuncumén.

## Trayecto
El río Tencadán se origina en el cerro del mismo nombre en la cordillera de los Andes. En su corto recorrido de sólo 10 km, el Tencadán engruesa su caudal con aguas de escasa significación y desesemboca en el río Cuncumén.: 286 

## Historia
Francisco Solano Asta-Buruaga y Cienfuegos escribió en 1899 en su Diccionario Geográfico de la República de Chile sobre el río:
Tencadán.-—Riachuelo que corre entre las sierras del nordeste del departamento de Petorca teniendo su origen á la base noroeste del alto cerro Chamuscado, desde donde se dirige hacia el NNE. á vaciar su corto caudal en la izquierda del Chuapa un poco más al oriente del punto en que este río recibe por el lado opuesto ó del norte al Chellepín. Su curso ahocinado no excede de 25 á 28 kilómetros. Significa el nombre nido de la tenca ó trenca, del pajaro thenca (Mimus thenca) y dañe, nido.
Luis Risopatrón lo describe en su Diccionario Jeográfico de Chile (1924) sobre el río:: 111 
Tencadan (Rio) 31° 52' 70° 35' Corre ahocinado hácia el W i se vácia en la márjen E del curso inferior del rio Cuncumen, del Choapa. 127; i 134; i estero en 156; riachuelo Tencadán en 155, p. 807; i Tincadan en 66, p. 227 (Pissis, 1875).